# ÑuSat-1
ÑuSAT-1, Fresco, Aleph 1-1, LO-87 oder LUSEX OSCAR 87 ist ein argentinischer Erdbeobachtungssatellit, der eine Amateurfunknutzlast mit der Bezeichnung LUSEX trägt. Nach erfolgreichem Start erhielt der Satellit die OSCAR-Nummer 87 zugewiesen.

## Mission
Der Satellit wurde am 30. Mai 2016 gemeinsam mit dem Schwestersatellit ÑuSAT-2 auf einer CZ-4B-Rakete zusammen mit der Hauptnutzlast Ziyuan 3-2 vom Kosmodrom Taiyuan gestartet. Gleich nach dem Start konnten in der Bodenstation Bariloche starke Signale beider Satelliten empfangen werden.
ÑuSAT-1 ist der erste Satellit des kommerziellen Erdbeobachtungsprogramms Aleph 1, bei dem kontinuierlich Echtzeitbilder angeboten werden sollen. Es sind bis zu 300 Satelliten für den weiteren Ausbau des Aleph-Programms geplant (Stand 2016). Entwickler und Betreiber der Satelliten ist die Firma Satellogic S.A. Die Kameraausrüstung besteht aus einer monochromatischen Kamera, einer Multispektralkamera, einer TIR-Infrarotkamera und einer Videokamera.

## Amateurfunk
LUSEX steht für LU Satellite EXperiment, wobei LU ist das ITU-Präfix argentinischer Rufzeichen ist. LUSEX besteht aus einem Lineartransponder für den Mode U/V, der von der AMSAT-LU gebaut wurde. Der Lineartransponder befindet sich auf einer Platine der Größe 10 cm × 10 cm, verfügt über eine Bandbreite von 30 kHz und eine Sendeleistung von 250 mW. Der Transponder arbeitet über eine Duobandbantenne für das 70-cm- und das 2-m-Band.

## Frequenzen
- 435,935 MHz bis 435,965 MHz Uplink LSB/CW.
- 145,965 MHz bis 145,935 MHz Downlink USB/CW.
- 145,900 MHz CW Telemetrie.
- 436.445 MHz GFSK Telemetrie.